# La Beauté de la chose
La Beauté de la chose (titre original : A Thing of Beauty) est une nouvelle humoristique de science-fiction écrite par Norman Spinrad. Le récit, publié à la fin de la guerre du Viêt Nam en train d'être perdue par les États-Unis, évoque l'idée du « déclin américain » et de la « décadence » du monde occidental.

## Publications

### Publications aux États-Unis
La nouvelle est parue en janvier 1973 dans Analog Science Fiction and Fact.

### Publications en France
En France, elle a notamment été publiée :
- dans l'anthologie Le Livre d'or de la science-fiction : Norman Spinrad (1978) ;
- dans l'anthologie Histoires fausses (1984).

### Publications en Allemagne
La nouvelle est parue sous les titres Das Schöne an sich (1974)  et Eine Frage der Schönheit (1982) .

## Résumé
Le narrateur est M. Harris, marchand d'art à New York. Un jour, le très riche japonais Shiburo Ito souhaite de rencontrer. La rencontre a lieu : le Japonais lui explique qu'il veut acheter un objet monumental grandiose, « une pièce majeure de l'architecture américaine », qu'il pourra mettre en valeur dans sa propriété de Kyoto. Harris aurait-il des propositions à lui faire ? 
Harris l'emmène au pied de la statue de la Liberté. Néanmoins depuis que cette statue a été décapitée, elle a perdu de sa splendeur. Ito refuse en raison de son aspect déprimant, symbole du déclin américain. Puis Harris l'emmène au Yankee Stadium. Toutefois depuis les émeutes qui ont ravagé New York, ce stade géant a perdu de son lustre. Ito refuse encore, en raison de sa saleté, mais aussi de l'opprobre attaché au baseball au Japon, ce sport étant considéré négativement dans son pays. Enfin, Harris l'emmène au siège des Nations unies. Depuis que l'ONU a quitté les États-Unis, le bâtiment est inoccupé. Ito est outré : comment pourrait-il acquérir cet immeuble, symbole de la médiocrité d'États qui passent leur temps à se chamailler et à demander des subsides comme des mendiants à d'autres États, dont le Japon, qui travaillent et sont productifs ? Abattu, Harris, n'ayant plus rien à présenter, ramène Ito dans ses locaux. 
Arrivés près du Pont de Brooklyn, Ito tombe en pâmoison : il veut absolument acheter ce monument. Or, aux États-Unis, dire de quelqu'un qu'on va lui proposer de lui vendre le pont de Brooklyn signifie qu'on va « arnaquer un pigeon ». Mais Harris est tout à fait d'accord : si Ito veut acheter ce pont, il l'achètera. En quelques mois, l'opération est finalisée, le prix payé, et le monument historique américain prend la direction du Japon. Harris reçoit ultérieurement deux autres cadeaux de Shiburo Ito : d'une part des photographies du pont à Kyoto ; d'autre part une brique en or massif.
« Je savais que M. Ito cherchait à me faire comprendre quelque chose à travers ce cadeau, mais aujourd'hui encore, je ne vois pas exactement quoi. »